# Satisfactory
Satisfactory je sandboxová videohra vytvořená studiem Coffee Stain Studios. Jde o 3D hru převážně z pohledu z první osoby s otevřeným zkoumáním planety a budováním továrny.
Hra svým cílem připomíná hru Factorio. Na rozdíl od jiných otevřených světových her, jako je například Factorio, má Satisfactory jen jeden, předem generovaný svět o rozloze 30 km2.
Hra vyšla v předběžném přístupu 19. března 2019 pro počítače s operačním systémem Microsoft Windows. Původně byla vydána exkluzivně v obchodě Epic Games Store, od 8. března 2020 je dostupná i na platformě Steam. V plné verzi vyšel titul 10. září 2024.

## Příběh
Hráč je jako zaměstnanec Ficsit Inc. seslán na planetu MASSAGE-2(A-B)b ve stelárním systému Akycha, ležícího nejspíše mimo Mléčnou Dráhu v jiné galaxii, za účelem vybudování rozsáhlé továrny na  součástky, které jsou klíčové pro dokončení „Project Assembly“, obrovského projektu za účelem vyslání vesmírné lodi se schopností cestovat na další planety, zřejmě za účelem jejich kolonizace nebo postavení podobných lodí. Na planetě se může setkat s mimozemskou flórou i faunou, která může být přátelská, neutrální, ale i nepřátelská.